# Ammoselinum popei
Ammoselinum popei là một loài thực vật có hoa trong họ Hoa tán. Loài này được Torr. & A.Gray mô tả khoa học đầu tiên năm 1857.